# الرمل شماش (بن ربيعة)
الرمل شماش هو دُوَّار يقع بجماعة ازغيرة، إقليم وزان، جهة طنجة تطوان الحسيمة في المملكة المغربية. ينتمي الدوّار لمشيخة بن ربيعة التي تضم 18 دوار. يقدر عدد سكانه بـ 583 نسمة حسب الإحصاء الرسمي للسكان والسكنى لسنة 2004.

## روابط خارجية
- البوابة الوطنية للجماعات الترابية
- المندوبية السامية للتخطيط